# Rhynchospora chinensis
Rhynchospora chinensis là loài thực vật có hoa trong họ Cói. Loài này được Nees & Meyen miêu tả khoa học đầu tiên năm 1843.